# Radetzky-Marsch

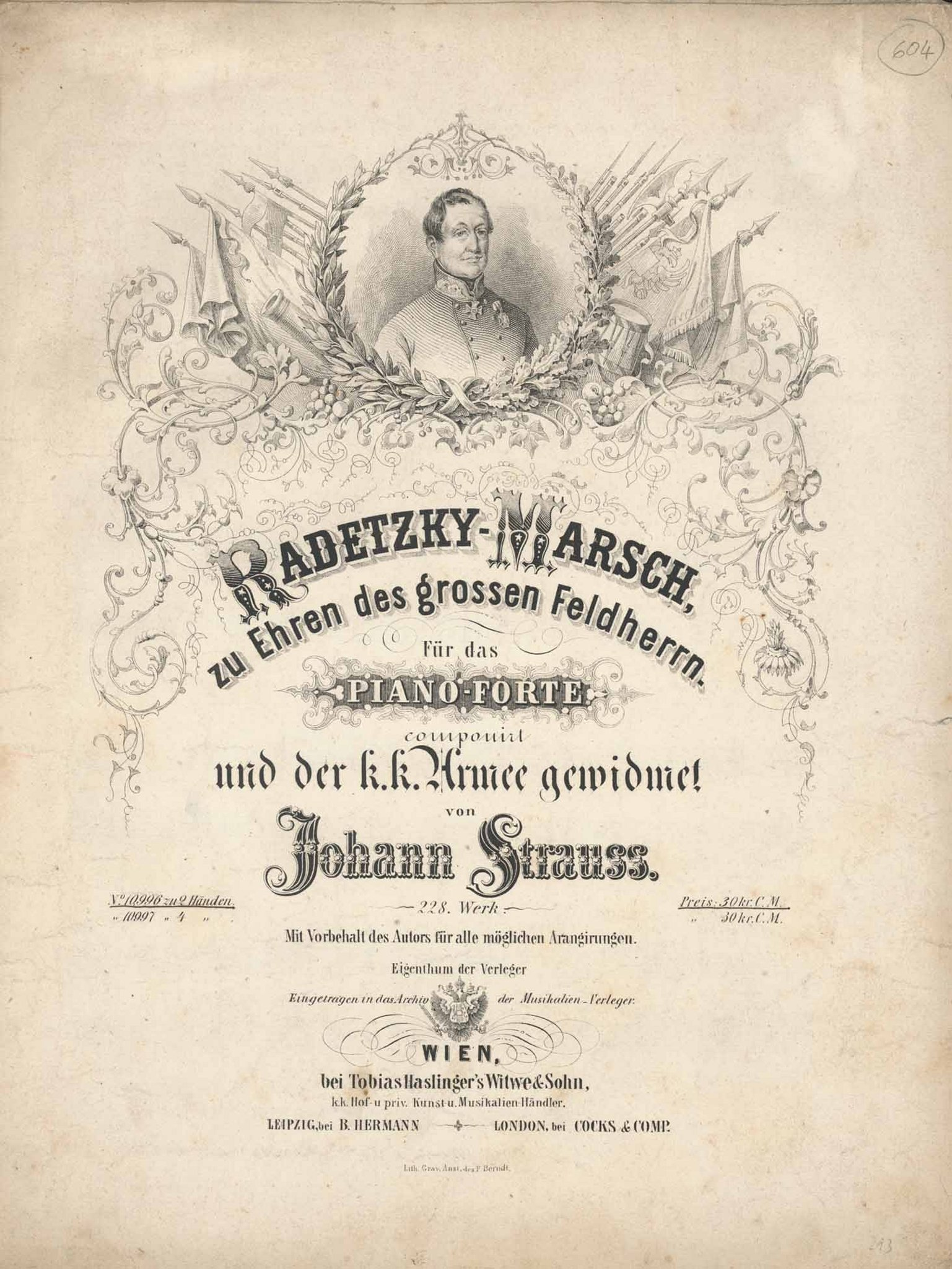
Deckblatt des Radetzkymarsches, op. 228 (1848)

Der Radetzky-Marsch (Armeemarsch II, 145) ist ein von Johann Strauss (Vater) komponierter und dem österreichischen Feldmarschall Josef Wenzel Graf Radetzky von Radetz gewidmeter Marsch und trägt die Opus-Zahl 228. Die Uraufführung fand am 31. August 1848 am Wasserglacis in Wien statt.

## Entstehungsgeschichte des Werkes

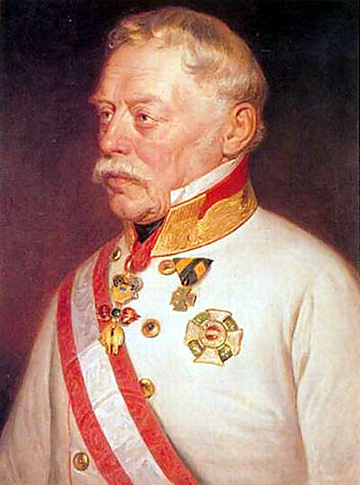
Joseph Radetzky von Radetz, der Namensgeber des Marsches

Die Entstehung des Marsches gehört historisch in einen Abschnitt der Märzrevolution in Wien, vor dem einerseits vor dessen Beginn die Aufständischen wichtige Zugeständnisse erreichten. Dazu gehörten am 13. März 1848 der Rücktritt von Fürst Metternich, der verhassten 74-jährigen Symbolfigur der Restauration, am 14. März erste Zugeständnisse durch Kaiser Ferdinand I. zur Errichtung einer Nationalgarde und Aufhebung der Zensur, am 15. März die Gewährung der Pressefreiheit und ein Verfassungsversprechen. Am 25. April 1848 wurde diese bekanntgemacht, sie und die am 9. Mai veröffentlichte Reichstags-Wahlordnung sorgten in ihren weitgehenden Restriktionen für Empörung, worauf es zu neuerlichen Unruhen kam („Mairevolution“): Am 17. Mai 1848 floh der Kaiser nach Innsbruck.
Am 22. Juli 1848 wurde der konstituierende österreichische Reichstag mit 383 Delegierten aus Österreich und den slawischen Ländern von Erzherzog Johann eröffnet. Unter anderem wurde dort Anfang September die Bauernbefreiung von der Erbuntertänigkeit beschlossen.
Andererseits hatte am 25. Juli 1848 Feldmarschall Josef Wenzel Radetzky von Radetz einen überzeugenden Sieg in der Schlacht bei Custozza über die piemontesischen Truppen errungen und schließlich am 6. August die Lombardei für Österreich zurückgewonnen. Damit bekamen die restaurativen Kräfte in Wien wieder die Oberhand und hegten die Hoffnung, mit Hilfe des Militärs die Revolutionäre in Wien wieder zurückdrängen oder sogar vernichten zu können.
Einer der Vorboten der kommenden und als Wiener Oktoberrevolution bezeichneten Ereignisse war die blutige Niederschlagung eines Arbeiterprotestes am 23. August 1848, die als „Praterschlacht“ in die Geschichte eingegangen ist: Ein aus Anlass der Kürzung der Notstandszahlungen um 5 Kreuzer durch Arbeitsminister Ernst Schwarzer (bedeutete allerdings eine prozentuale Kürzung der Zahlungen für Männer um 25 %, für Frauen sogar um 33 %) formierter Protestzug wurde durch die kaiserliche Nationalgarde blutig niedergeschlagen, wobei vor allem unbewaffnete Arbeiter, Frauen und Kinder die Opfer waren. Auch Kaiser Ferdinand kehrte am 12. August 1848 nach Wien zurück.
In dieser Situation setzte Strauss (Vater), dessen Sympathien immer auf der Seite der Kaiser-Treuen waren, am 31. August 1848 ein Siegesfest in den Parkanlagen des Wasserglacis „zu Ehren der tapferen Armee in Italien und zur Unterstützung der verwundeten Krieger“ an und kündigte die Uraufführung eines neuen Marsches an, der als Radetzky-Marsch uraufgeführt wurde. Er erhielt auf dem Titelblatt der Klaviererstausgabe den Zusatz „zu Ehren des großen Feldherren … und der k.k. Armee gewidmet“.

## Musik

### Entstehungsgeschichte

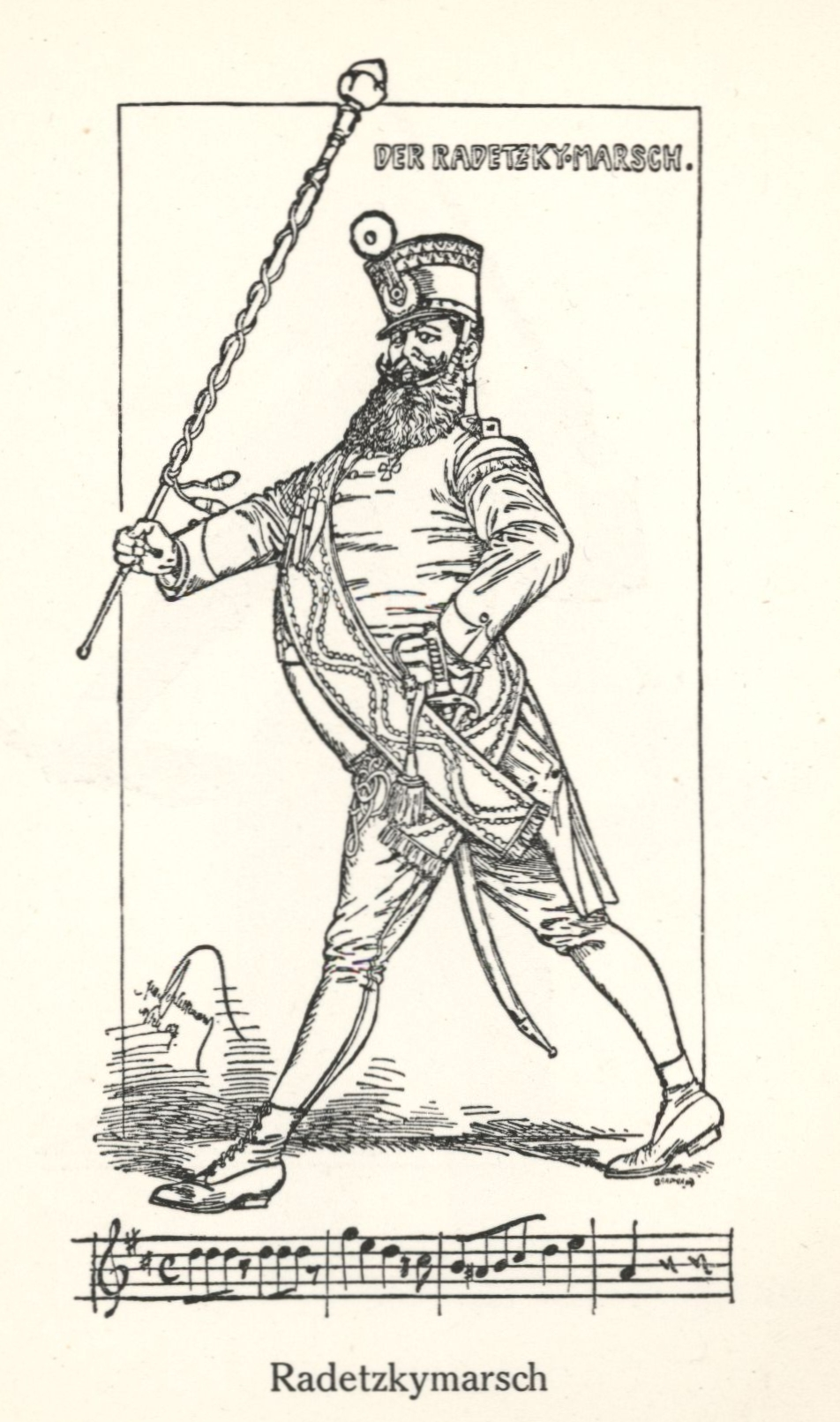
Hans Schließmann: Radetzky-Marsch (vor 1920)

Der Marsch in seiner originalen Fassung von 1848 ist ein fröhlich-beschwingtes Stück ohne jedes martialisches Gehabe.
Das berühmte Kopfthema des Marsches (Opus 228) beginnt original mit einem vier Takte kurzen Anreißer, dann folgt jene Melodie, die weltbekannt wurde. Dabei greift Strauss (Vater), wie der Strauss-Forscher Norbert Linke nachwies, auf eine langjährige Ausformung dieser Teile zurück: Die Auftakt-Takte (Vorschläge) finden sich 1828 erstmals im „Lust-Lager Walzer“ (op. 18), der zweite Teil der Melodie wurde ebenfalls erstmals 1828 im „Krapfen-Waldl-Walzer“ (op. 12, Walzer 4 b) verwendet und finden sich abgewandelt als Walzerteil 3 a ebenfalls im „Lust-Lager-Walzer“. Weitere Melodieteile sind in der typisch Straussschen Variationstechnik zitatseitig in den opera 144, 217 und 221 zu finden. In der „Jubel-Quadrille“ (op. 130 von 1841) ist in deren „Finale“ bereits endgültig im A-Teil nahezu notengetreu das gesamte Marschthema, was Strauss (Vater) sieben Jahre später hier verwendete, aufgeführt worden.
Linke widerlegt die Behauptung des Strauss-Biographen Heinrich Eduard Jacob (1937), Strauss Vater habe die Melodie aus der Ouvertüre zu Rossinis Oper „Wilhelm Tell“ abgeleitet. Auch die Behauptung, Philipp Fahrbach der Ältere sei der eigentliche Komponist, verweist Linke endgültig in das Reich der Legende: Fahrbach besorgte allerdings die Arrangements für Militär- und für Harmoniemusik. Behauptet wird auch, dass der Beginn zudem durchaus ähnlich dem zweiten Thema des 1794 komponierten Allegros aus Joseph Haydns Sinfonie Nr. 100 sei: Auch dieses ist falsch. Bearbeitungen verschiedener Haydn-Werke gehörten zwar zum ständigen Repertoire des Strauss-Orchesters, dürften jedoch eher Anreger für die frühen Nachweise in den opp. 12 und 18 von Strauss (Vater) von 1828 gewesen sein.
Die Trio-Melodie ist nach Linke „ein zweistimmiger Klarinetten-Jodler, für den komische Überschläge und Triller charakteristisch sind.“ Es gibt nur zwei harmonische Stufen (1. und 2. Stufe). „Mal gluckert der Sextaufschwung in der Tonika, mal in der Dominante, im zweiten Trio-Teil geht’s umgekehrt. Die Musik scheint auf der Stelle zu treten, nur äußerlich ‚dramatisiert‘ durch das Forte und den ‚Wegwischer-Lauf‘ im zweiten Teil, ehe alles wieder in das Piano-Gluckern zurückfällt.“
Linke widerlegte zudem mehrere in verschiedenen Strauss-Biographien zu findende Legenden um das „Trio“ des Radetzkymarsches:
- Zu den Legenden um die Strauss-Familie gehört, dass es sich um ein Stück „Alter Tanz aus Wien“ oder auch „Tinerl-Lied“ handele, manche auch mit der Ausschmückung, es sei benannt nach einer damals populären Sängerin oder Dudlerin, genannt „Lerchenfelder Tinerl“. Dies geht zurück auf seinen jüngsten Sohn, Eduard Strauß, der es in seinen häufig ungenauen Erinnerungen[8] erstmals behauptete. Trotz aller Bemühungen auch von Spezialisten wie Josef Koller[9] wurde eine Sängerin oder Dudlerin dieses Namens nie gefunden. Im Übrigen verweist Linke darauf, dass der Tonumfang des Trios zu groß und die Intervalle so schwierig seien, dass es gar nicht sangbar sei.[4]
- Ebenfalls als Legende gilt: Als Radetzky nach der siegreichen Schlacht bei Custozza (1848) nach Wien zurückkehrt sei, hätten seine Soldaten auf der Straße dieses populäre Lied gesungen. Strauss habe diesen Soldatengesang gehört und ihn im Marschtakt, aber melodisch kaum verändert, in den Radetzky-Marsch eingebaut. Auch das geht auf Eduard Strauß und seine Erinnerungen zurück, allerdings dort in der Variante, dass die Soldaten „bei ihrem Auszuge aus Wien das Lied gepfiffen und gesungen“ hätten.[8]
- Max Schönherr wiederum verweist in seiner Biographie über Strauss (Vater) (1954) auf eine – angeblich – alte Wiener Melodie von 1845, die Eduard Kremser in seiner Sammlung „Wiener Lieder und Tänze“ von 1913 mit der Behauptung wiedergibt: „Dieser Tanz wurde von J. Strauß sen. im Trio des Radetzky-Marsches benützt.“[10] Kremser hatte aber diese Ländler-Fassung nach dem Trio des Marsches selbst hergestellt und sich überdies noch das Urheberrecht daran gesichert. Linke nennt diese Fälschung „das tollste Husarenstück“.[5]
- Neuere und durchaus seriöse Strauss-Biographien sprechen von der Zitation „eines alten Wienerliedes“,[3] bleiben jedoch einen Herkunftsnachweis ebenfalls schuldig.

2019 legte Linke neue Nachweise zur Entstehungsgeschichte vor. So verweist er darauf, dass in der Wienbibliothek zwei verkaufbare Kopistennachschriften existieren (Signaturen MHc 13129 und MHc 14492). Überdies sei ein möglichst nah heranreichendes Original durch seinen Enkel Johann Strauss III. erstellt worden, das 1914 im Verlag Scheithauer in Berlin-Charlottenburg erschienen ist.
Unter Nutzung seiner Kenntnisse ordnet Linke in seinen Forschungsergebnissen auch das Trio des Marsches einem Tiroler Volkslied zu, einem gesungenen zweistimmigen Ländler, Fein sein, beieinand' bleiben… (ein Ehestandslied), von dem Strauss (Vater) (im Grunde nur) die ersten sechs Takte nutzt. Durch Weglassung der Subdominante, die „Übersetzung“ in einen konsequenten Marschrhythmus, sowie die Verwendung von Wiederholungen, Vertauschungen und (im Volkslied nicht vorhandenen, aber aus ihm abgeleiteten) Jodler-Sequenzen bildete Strauss allein mit diesen sechs Takten des Volksliedes das gesamte Trio des Radetzky-Marsches und damit ein in sich geniales Musikstück.
Linke weist auf diese Weise die „Erinnerungen“ von Eduard als Sohn von Strauss (Vater) einem schlichten (und auch durchaus naheliegenden) Hör- und Erinnerungsfehler („Tinerl“ und „Tiroler“) zu, sondern auch darauf, dass der Text (Fein sein, beieinand' bleiben…) durchaus auch seinen eigenen Sinn für die Truppen gehabt haben könne und eigentlich eine Völkerverständigungsbotschaft beinhalte.

### Weitere Geschichte
Der Marsch war – trotz des historischen Hintergrundes – von Beginn an ausgesprochen populär. Soweit nachweisbar, haben er und seine familiären Nachfolger (seine Söhne Johann Strauss (Sohn), Josef und Eduard) sowie sein Enkel Johann Strauss III. allenfalls Anpassungen im Orchesterarrangement vorgenommen, da der Marsch ursprünglich für ein 24–28 Personen umfassendes Orchester (damalige Orchestergröße des Vaters) geschrieben war, von dem nur das Stimmenmaterial existierte. Der Verleger Haslinger brachte nur Bearbeitungen für Klavier 2- und 4-händig heraus, die beiden Kopistenabschriften der Wienbibliothek (Signaturen MHc 13129 und MHc 14492) sind die einzig bekannten „Zusammenschreibungen“.
Instrumentale Verdickungen und insbesondere der heute bekannte Eintrommel-Rhythmus entstammen nachstraussischer Zeit.
1914 veröffentlichte Leopold Weninger eine Neufassung. Dieser fertigte aus dem ausgesprochen unmilitärischen Stück mit einer erheblich verdickten Instrumentierung, die auch melodiös verändert wurde, und durch den „Eintrommel“-Rhythmus, einen Marsch, der zur allgemein-militärischen Ausrichtung der Zeit passte. Seinen Einfluss nutzte Weninger ab Mitte der 1930er-Jahre als damaliger Leiter der NSDAP-Kreismusikstelle Leipzig, als im Musikbetrieb inzwischen einflussreich gewordener Komponist und Arrangeur. Nachdem er sich durch einen Sturmführer-Marsch, eine Hitlerhymne und durch Arrangements verschiedener SA-Märsche ausgezeichnet hatte, setzte er auch sein Arrangement des „Radetzky-Marsches“ im Sinne der herrschenden Ideologie durch.
Ein weiteres Arrangement entstand Anfang der 1950er-Jahre durch den Wiener Komponisten Max Schönherr. Da ihm ebenfalls die originale Instrumentation nicht zur Verfügung stand, orientierte er sich an dem vorhandenen Notenmaterial und versuchte sich weitestgehend der melodischen Farbigkeit aus dem überlieferten Material und klanglich der ihm aus seinen Forschungen zugängigen Aufführungspraxis zur Zeit des Originals anzunähern.
Sofern die originale Fassung von Johann Strauss (Vater) gespielt wird, wird meist der Zusatz „Urfassung“ oder „Erste Fassung“ verwendet, was insofern unkorrekt ist, da Strauss (Vater) keine weiteren Fassungen dieses Marsches erstellt oder autorisiert hat. Um den Grundsätzen der Werktreue zu genügen, müssen die jeweiligen Bearbeiter oder Arrangeure bei Aufführungen benannt werden (Weninger, Schönherr u. a.), was aber seit den 1940er-Jahren unterbleibt.
Eine (weitere) Druckvorlage dieser „Urfassung“ (Kopistenabschrift) wurde 1999 in der Wiener Stadt- und Landesbibliothek (heute: Wienbibliothek) durch den Strauss-Forscher Norbert Rubey wiederentdeckt, erst später stellte sich heraus, dass diese zu einer identisch ist, die bereits seit längerer Zeit in der Wienbibliothek vorhanden war.
Ende des Jahres 2019 kündigte Oliver Rathkolb an, die Wiener Philharmoniker würden nunmehr als Abschluss des Neujahrskonzertes eine „orchestertradierte“ Fassung des Arrangements spielen. Eine Erklärung, warum noch immer nicht die „familientradierte“ (und verfügbare) Fassung von Johann Strauss (Enkel), die nach Ansicht Linkes dem (verschollenen) Original am nächsten käme, oder auf die verfügbaren Kopistenhandschriften zurückgegriffen wurde, oder stattdessen auf das Schönherr-Arrangement zugegriffen wird, sondern weiterhin eine von der NS-Fassung ausgehende Version als mediales Aushängeschild für Österreich gespielt wird, blieb offen.

## Rezeption

### Neujahrskonzerte der Wiener Philharmoniker
Mit dem Radetzky-Marsch wird zwar traditionell das Neujahrskonzert der Wiener Philharmoniker beendet, die von den Wiener Philharmonikern hier und auch sonst gespielte Version ist jedoch nicht der Marsch, den Strauss (Vater) komponierte, entspricht auch nicht den vorhandenen Kopistenhandschriften der Wienbibliothek und auch nicht der von seinem Enkel vermutlich am nächsten dem Original liegenden Version, oder etwa einem Arrangement des Österreichers Max Schönherr von 1954, sondern ist eine Version, die von dem zu NS-Zeiten einflussreichen Leopold Weninger erstellt wurde, und lediglich instrumental angepasst wurde.
In einem Blogeintrag namens „Philharmonisches Tagebuch“ der Wiener Philharmoniker aus dem Jahre 2019 wird zugegeben, dass man Weningers Arrangement nutze, dies sei jedoch eines aus dem Jahre 1914 und philharmonisch seit 1928 verwendet worden. Diese Angaben sind jedoch widersprüchlich, da damals (1928 und die Folgejahre) Johann Strauss (Enkel) mit Wiener Orchestern musizierte und diese dirigierte, dabei jedoch ausschließlich sein eigenes, aus dem Original zusammengestelltes Stimmenmaterial nutzte. Im Neujahrskonzert sei das Arrangement laut den Wiener Philharmonikern erstmals im Jahr 1946 verwendet worden und nun durch Einfügungen von einzelnen Noten und Weglassungen bestimmter Orchesterteile (z. B. eines Glockenspiels) zu einem eigenen Arrangement der Philharmoniker selbst verarbeitet worden, welches von nun an aufgeführt werde. Die Aufführung geschah jedoch, wie die meisten Jahrzehnte vorher, auch im Neujahrskonzert 2020 erneut ohne die Angabe, dass es sich um ein Arrangement handelt und (erneut) nicht das Original aufgeführt wird.
Das Publikum klatscht vor allem der Weninger-Version sowohl in den Neujahrskonzerten der Wiener Philharmoniker, wie auch anderweitig, regelmäßig im Takt nach dem Dirigat mit.
Der Musikhistoriker Jerry Tempelman verweist zwar darauf, dass schon in den frühen Strauss-Konzerten das Publikum begeistert werden wollte, was sich jedoch nicht auf den Radetzky-Marsch als solches bezieht, sondern auf die Konzertpraxis des 19. Jahrhunderts; gerade bezüglich des Marsches sprach er sich für eine weitgehend originale (also der Mitte des 19. Jahrhunderts angenäherte Fassung) aus. Carlos Kleiber sprach sich gegen das „Mitklatschen“ bei seinen Dirigaten der Neujahrskonzerte 1989 und 1992 aus, konnte sich aber nicht durchsetzen. Auch Franz Welser-Möst, der die Neujahrskonzerte 2011, 2013 und 2023 dirigierte, betonte: „Der Radetzkymarsch ohne Klatschen ist auf jeden Fall ein besseres Stück.“
Das Original – auch auf der Grundlage der 1999 wiedergefundenen (weiteren) originalen Druckvorlage – wurde zwar im Neujahrskonzert 2001 durch Nikolaus Harnoncourt der Fassung von Weninger gegenübergestellt, eine Änderung der Aufführungspraxis erfolgte jedoch nicht.
Im Jahr 2005 entfiel diese Zugabe aus Respekt vor den Opfern der großen Tsunami-Katastrophe in Südostasien.
Seit Anfang 2021 kritisierte die Grüne Kultursprecherin Eva Blimlinger mehrmals, dass der „Siegesmarsch“ der „reaktionären Kräfte“ beklatscht werde, was Die Presse 2024 als „nicht mehr wegzudenkende Tradition zum Jahreswechsel – wie der Glücksklee, das (illegale) Feuerwerk und das Neujahrsspringen“ bezeichnete. Hans Rauscher wies 2024 im Standard darauf hin, dass Radetzky bei der Niederschlagung der italienischen Unabhängigkeitsbestrebungen zwar ein Dorf bei Verona auslöschte, aber dass wenn schon, der Jelačić-Marsch kritikwürdiger sei, weil die Truppen von Ban Josip Jelačić die Revolution von 1848 in Wien blutig niedergeschlagen und dabei „gewütet“ hätten. Einen Shitstorm erntete Ende 2022 ORF-Starmoderator Martin Thür, weil er in der ZiB-2 den Dirigenten Welser-Möst fragte, ob das Stück „im Angesicht des Sterbens in der Ukraine ein richtiges Zeichen des Friedens aus Wien“ sei.

### Rezeption in anderen Gebieten (Beispiele)
- Die hohe Popularität des Marsches führte dazu, dass auf seinen markanten Rhythmus (datadám datadám datadám damdám = drei Anapäste, ein Jambus) viele verdeckt oder offen spöttische Untertexte umliefen (z. B. Wenn der Mút in der Brúst seine Spánnkraft übt oder Wenn der Móps mit der Wúrst übern Eckstein spríngt und der Storch in der Luft einen Frosch verschlingt).[25]
- Seine für Österreich-Ungarn geradezu symbolische Bedeutung fand darin ihren Niederschlag, dass Joseph Roth seinen Roman über den Untergang der Doppelmonarchie Radetzkymarsch nannte.
- Der Radetzky-Marsch gilt neben dem Walzer An der schönen blauen Donau von Johann Strauss (Sohn) („Donauwalzer“) und dem Austropop-Lied I Am from Austria von Rainhard Fendrich als eine der heimlichen Hymnen Österreichs.
- Seit 1896 dient der Radetzky-Marsch als Regimentsmarsch des britischen 1st The Queen’s Dragoon Guards-Regiments. Diese Einheit führt auch den Doppeladler als Regimentsabzeichen. Diese Elemente erinnern daran, dass Kaiser Franz Joseph einst Regimentsinhaber war.[25]
- In der britischen Fernsehserie Nummer 6 (The Prisoner 1967, deutsch 1969) findet das Stück in besonderer Weise eine fast schon thematische Verwendung. Im Ort der Gefangenschaft („the Village“) des Protagonisten Nummer Sechs gibt die örtliche Blaskapelle dann und wann Konzerte und stimmt auch oft den in starkem Kontrast zum leicht utopischen Setting stehenden Radetzky-Marsch an.[25]
- Der Radetzky-Marsch wurde als Werbemusik für unterschiedliche Produkte eingesetzt, so zum Beispiel für ein Milchmixgetränk der Firma Bärenmarke und für ein Bonduelle-Dosengemüse (1985).[26]
- Wondra und Zwickl verwendeten die Melodie in ihrem Stück „Wenn der Hund mit der Wurst übern Eckstein springt – Thema mit Variationen“.[25]
- Bei Fußballspielen der Österreichischen Fußballnationalmannschaft wird der Radetzky-Marsch vor Spielbeginn eingespielt. Viele Fans schwenken dabei eine Österreich-Fahne im Takt.[25]
- Das Tempo des Stücks entspricht dem empfohlenen Tempo der Herzdruckmassage. Aufgrund der hohen Bekanntheit in Österreich wird es daher als Merkhilfe in Erste-Hilfe-Kursen verwendet.[27]
- Ebenso ist der Marsch vielen Menschen in einer langsameren Form bekannt als Kinderlied „Hamstertanz“ von Simone Sommerland und Karsten Glück.[28]
- Der Radetzky-Marsch eröffnet den Film Oberst Redl von István Szabó.